# Walking on Broken Glass
Walking on Broken Glass (englisch für „Laufen auf Gebrochenen Glas“) ist ein Lied der britischen Sängerin Annie Lennox, das im April 1992 erschien.

## Entstehung und Veröffentlichung
Das Lied wurde von der Interpretin selbst getextet und komponiert. Für die Produktion zeichnete Stephen Lipson verantwortlich.
Die Erstveröffentlichung von Walking on Broken Glass erfolgte am 6. April 1992 bei RCA Records, als Teil von Lennox’ Debüt-Soloalbum Diva (Katalognummer: PD 75326). Am 10. August desselben Jahres erschien das Lied als dritte Singleauskopplung aus dem Album. Diese erschien als 7″-Single mit der B-Seite Legend in My Living Room (Katalognummer: 74321 10722 7) sowie als CD-Maxi-Single, die um den Titel Don’t Let Me Down erweitert wurde (Katalognummer: 74321 10723 2).

## Inhalt
Walking on Broken Glass handelt von schmerzhaften Emotionen, die mit einer Trennung einhergehen. Das Lied beschreibe die Schwierigkeiten, den Schmerz zu überwinden sowie die widersprüchlichen Gefühle von Liebe, Sehnsucht und Wut, die damit verbunden sind. Die Metapher des „Gehens auf Glasscherben“ veranschaulicht die Intensität des Schmerzes und die Verletzungen, die durch die Trennung entstanden seien.

## Musikvideo
Das dazugehörige Musikvideo entstand unter der Regie von Sophie Muller sowie der Mitwirkung der Schauspieler Hugh Laurie sowie John Malkovich. Es zeigt Szenen eines Salonabends im Carlton Houset, wo Lennox mit der Ankunft ihres ehemaligen Geliebten auf dem Arm seiner neuen Frau konfrontiert wird. Sie zeigt widersprüchliche Emotionen, spöttelt über den Prince Regent und gerät zunehmend außer Kontrolle, bevor sie schließlich zu ihrem ehemaligen Geliebten stürmt. Bis Juni 2025 zählte das Video über 36 Millionen Aufrufe auf der Videoplattform YouTube.

## Kommerzieller Erfolg

### Chartplatzierungen
| ChartsChartplatzierungen       | Höchstplatzierung | Wochen |
| ------------------------------ | ----------------- | ------ |
| Deutschland (GfK)              | 51 (17 Wo.)       | 17     |
| Vereinigte Staaten (Billboard) | 14 (25 Wo.)       | 25     |
| Vereinigtes Königreich (OCC)   | 8 (10 Wo.)        | 10     |

### Auszeichnungen für Musikverkäufe
| Land/Region                  | Auszeichnungen für Musikverkäufe (Land/Region, Auszeichnung, Verkäufe) | Verkäufe |
| ---------------------------- | ---------------------------------------------------------------------- | -------- |
| Vereinigtes Königreich (BPI) | Platin                                                                 | 600.000  |
| Insgesamt                    | 1× Platin ·                                                            | 600.000  |

Hauptartikel: Annie Lennox/Auszeichnungen für Musikverkäufe